# Joseph T. Simon
Joseph Thorvald Simon, geboren als Josef Theodor Simon, Spitzname Hasi, (* 24. Mai 1912 in Wien; † 23. Jänner 1976 ebenda), war ein österreichischer Jurist und Widerstandskämpfer.

## Leben

### Kindheit und Jugend
Die Eltern von Simon waren Juden. Sein Vater, ein Mathematiklehrer, war zugleich Atheist und Sozialist. Simon besuchte eine Höhere Internatsschule und die Mittelschule, bevor er im Jahr 1930 ein Jurastudium aufnahm. Bereits als Schüler mit 14 Jahren engagierte er sich bei sozialistischen Organisationen, so bei der Sozialistischen Arbeiterjugend und im Verband Sozialistischer Mittelschüler. Die von ihm geleitete Achtzehner (benannt nach dem Bezirk) hielten sich von Fraktionskämpfen in der Mittelschüler und Studentenbewegung fern und versuchten, die „,Synthese von sozialrevolutionärer Kaderorganisation und deutscher Jugendbewegung' zu verwirklichen“. Nach der Matura nahm er ein Jurastudium an der Universität Wien auf. Dort arbeitete er zeitweise an der Wirtschaftspsychologischen Forschungsstelle mit Paul Felix Lazarsfeld und Marie Jahoda zusammen.

### Widerstandstätigkeit und Emigration
Nachdem Bundeskanzler Engelbert Dollfuß im März 1933 das Parlament ausgeschaltet hatte und sich an die Etablierung des austrofaschistischen Ständestaates machte, war es die Gruppe um Simon, die im Juni 1933 als erste in der SDAP die politische Arbeit in der Illegalität aufnahm, gegen den Willen der SPAD-Führung. Im Jahr 1934 schmuggelte Simon von der Verhaftung bedrohte Sozialdemokraten und Schutzbündler über Waldwege in die Tschechoslowakei, darunter den Literaten Josef Luitpold Stern. Ein Jahr später wurde er das erste Mal verhaftet und blieb vier Wochen im Gefängnis. Danach konnte er seine Promotion abschließen und seine Gerichtspraxis beginnen. Zur gleichen Zeit stieg er in das Zentralkomitee der Revolutionären Sozialisten Österreichs auf. In dieser Funktion reiste Simon im August 1936 nach Spanien und berichtete über seine Erfahrungen im Spanischen Bürgerkrieg auf einem Kongress sozialdemokratischer Jugendorganisationen in der Schweiz. Von Dezember 1936 bis Juni 1937 saß Simon wegen seiner illegalen politischen Aktivitäten erneut im Gefängnis. Danach reiste er über Frankreich und Großbritannien nach Dänemark aus. Zu verdanken hatte Simon dies dem ehemaligen dänischen Kultusminister Thorvald Povlsen. In dessen Familie war Simon im Jahr 1920 aufgenommen worden, als von Unterernährung bedrohte österreichische Kinder nach Dänemark verschickt worden waren. Povlsen hatte persönlich bei Kurt Schuschnigg für Simons Freilassung und Ausreisegenehmigung interveniert. In Dänemark arbeitete Simon als Dozent an den Volkshochschulen. Nach dem Einmarsch der Wehrmacht gelangte Simon über die Sowjetunion und Japan in die USA, wo er im Januar 1941 eintraf.

### In der US-Armee
In den USA hielt er Vorträge über die Situation im besetzten Dänemark vor Angehörigen der dänischen Gemeinden, bis er zur US-Armee eingezogen wurde. 1943 nahm er die US-Staatsbürgerschaft an. Bei dieser Gelegenheit amerikanisierte er seinen Vornamen Josef zu Joseph und änderte seinen zweiten Vornamen Theodor zu Ehren seines dänischen Pflegevaters zu Thorvald. Simon ließ sich zum militärischen Geheimdienst CIC versetzen, wo er den Rang eines Leutnants erreichte. Im Herbst 1943 kam er in Großbritannien an und war mit Analysen zur Vorbereitung der Landung in der Normandie betraut. Im Spätherbst 1944 wechselte er zum Geheimdienst OSS, der mit Einsätzen hinter den deutschen Linien betraut war. Den eigenen Absprung über Dänemark verhinderte die Kapitulation der dortigen Wehrmachtseinheiten am gleichen Tag.
Nach Kriegsende war Simon in Dänemark stationiert, bevor er im Herbst 1945 nach Wien in die Rechtsabteilung des US-Hochkommissars für das besetzte Österreich wechselte, wo er unter anderem als Richter tätig war. Er formulierte den Zweiten Staatsvertrag mit, der Regierung und Parlament wesentliche Gesetzgebungsbefugnisse zurückgab.

### Zivile Karriere in Österreich
Nach der Wiederherstellung der österreichischen Souveränität gab Simon seine US-Staatsbürgerschaft zurück und erhielt wieder die österreichische. Er wurde Personaldirektor des staatlichen Öl- und Gasunternehmens ÖMV. Diese Position hatte er nur kurz inne, bevor er einer Intrige von ÖVP und KPÖ zum Opfer fiel, bei der ihm unter anderem die Tätigkeit für den US-Geheimdienst vorgehalten wurde.
Simon schloss daraufhin sein 1936 begonnenes Gerichtsjahr ab und absolvierte die sechsjährige Praxis als Rechtsanwaltsanwärter, bevor er sich im Jahr 1962 als Rechtsanwalt niederließ. Zusammen mit Ernst Winkler verfasste Simon Das Staatsbürgerbuch (ursprünglich: Wir sind der Staat), das ab 1966 in zahlreichen Auflagen veröffentlicht wurde. Es sollte die historischen, politischen und rechtlichen Grundlagen der österreichischen Republik erläutern und so für besseres Verständnis der demokratischen Institutionen sorgen.

### Privatleben
Simon war seit 1944 mit der Sozialwissenschaftlerin Maria Dorothea Simon verheiratet, mit der er vier Kinder hatte. Sie brachte 1979 seine Memoiren heraus, an denen er bis kurz vor seinem Tod gearbeitet hatte.

## Werke
- Augenzeuge. Erinnerungen eines österreichischen Sozialisten. Eine sehr persönliche Zeitgeschichte. 2. Auflage. Lit Verlag, Wien / Berlin 2008, ISBN 978-3-7000-0803-3.
- mit Ernst Winkler: Das Staatsbürgerbuch. Forum Verlag, 1966ff.
- mit Ernst Winkler: Wir sind der Staat. Eine österreichische Staatsbürgerkunde für jedermann. Verlag des Österreichischen Gewerkschaftsbundes, Wien 1960.